# استان تاپاکاری
استان تاپاکاری (به اسپانیایی: Provincia de Tapacarí) یکی از استان‌های بولیوی در بولیوی است که در شهرستان کوچوبامبا واقع شده‌است. استان تاپاکاری ۱٬۵۰۰ کیلومتر مربع مساحت و ۲۵٬۹۱۹ نفر جمعیت دارد و ۳٬۵۰۰ متر بالاتر از سطح دریا واقع شده‌است.